# Kuno von der Goltz
Alexander Eduard Kuno Freiherr von der Goltz (* 2. Februar 1817 in Wilhelmsthal; † 29. Oktober 1897 in Fülme) war ein preußischer General der Infanterie sowie Abgeordneter im norddeutschen Reichstag.

## Leben

### Herkunft
Kuno entstammte dem Adelsgeschlecht von der Goltz aus der Linie Groß-Lauth. Er war der Sohn von Karl Freiherr von der Goltz (1769–1844) und dessen Ehefrau Henriette Magdalene, geborene de Genée (1779–1854). Sein Vater war preußischer Rittmeister a. D., Herr auf Kramionken im Kreis Sensburg und Bürgermeister von Strelno.

### Militärkarriere
Goltz besuchte ab September 1828 die Kadettenanstalten in Kulm und Berlin. Anschließend wurde er am 14. August 1834 als Sekondeleutnant dem Kaiser Alexander Grenadier-Regiment der Preußischen Armee überwiesen. Mit diesem Regiment nahm Goltz als Premierleutnant während des Krieges gegen Dänemark 1848 an den Gefechten bei Schleswig und Apenrade teil. Nach seinem Einsatz wurde Goltz am 18. November 1848 in das 1. Garde-Landwehr-Regiment versetzt und versah Dienst als Kompanieführer beim II. Bataillon. Ein halbes Jahr später kam er wiederum als Kompanieführer in das 4. Garde-Landwehr-Regiment und beteiligte sich an der Niederschlagung der Badischen Revolution. Dabei kam Goltz bei Wiesenthal, Kirchheimbolanden, Neudorf sowie Kuppenheim ins Gefecht und erhielt für seine Leistungen am 20. September 1849 den Roten Adlerorden IV. Klasse mit Schwertern. Kurz darauf kehrte Goltz zu den Alexander-Grenadieren zurück. Nach einer dreimonatigen Kommandierung als Generalstabsoffizier bei der 2. Garde-Division wurde Goltz schließlich am 14. Oktober 1851 zum Hauptmann befördert und gleichzeitig zum Kompaniechef ernannt. 1857 folgte seine Versetzung in das Garde-Schützen-Bataillon und dann kam er als Major am 8. Mai 1858 in den Generalstab des I. Armee-Korps sowie am 1. Juli 1860 in den Generalstab der 1. Division. Im Mai 1862 wechselte Goltz wieder in den Truppendienst über und erhielt als Oberstleutnant das Kommando über das II. Bataillon des Infanterie-Regiments Nr. 15.
Im Deutsch-Dänischen Krieg 1864 führte Goltz sein Bataillon in den Gefechten bei Rackebüll und Lillemölle sowie dem Sturm auf die Düppeler Schanzen. Für den erfolgreichen Übergang nach Alsen und die Niederkämpfung der dänischen Truppen bei Kjär und Sonderburg wurde Goltz am 14. August 1864 mit dem Orden Pour le Mérite ausgezeichnet.
Unter Stellung à la suite wurde Goltz am 21. November 1864 mit der Führung des Infanterie-Regiments Nr. 15 beauftragt, am 18. April 1865 zum Regimentskommandeur ernannt und zwei Monate später zum Oberst befördert. Im Deutschen Krieg 1866 nahm Goltz am Mainfeldzug teil. Für seine Leistungen in diesem Feldzug erhielt er das Eichenlaub zum Pour le Mérite. Er führte in diesem Feldzug das Gefecht bei Friedrichshall, in dem er mit zwei Bataillonen den Übergang über die Saale erkämpfte.
Im Juli 1869 zum Generalmajor befördert, übernahm er die 26. Infanterie-Brigade in Münster, die aus seinem alten Regiment und dem Infanterie-Regiment Nr. 55 bestand. Im Deutsch-Französischen Krieg kämpfte er im VII. Armee-Korps unter Heinrich Adolf von Zastrow als Teil der 1. Armee des Generals von Steinmetz. Sein Divisionskommandeur Adolf von Glümer verhinderte den Einsatz der Brigade in der Schlacht von Spichern. Goltz führte jedoch die Verfolgung in Richtung Forbach, für die er das Eiserne Kreuz II. Klasse erhielt. Der vielleicht wichtigste Einsatz der Brigade war am 14. August 1870, als durch seinen eigenmächtigen Angriff die Schlacht bei Colombey ausgelöst wurde. Aus einem kleineren Gefecht entwickelte sich die erste der drei Schlachten, die später auch die blutigen Tage von Metz genannt wurden. Die Verluste seiner Brigade beliefen sich auf 1.028 Tote und verwundete Soldaten. Seine Eigenmächtigkeit wurde von den Vorgesetzten nach dem Sieg gedeckt. Er erhielt das Eiserne Kreuz I. Klasse.
Nach dem Fall von Metz erhielt Goltz das Kommando über weitere Einheiten, unter anderem zwei Kavallerieregimenter. Dieser jetzt auch als „Detachement Goltz“ bezeichnete Verband kämpfte als Teil des neu gebildeten XIV. Armee-Korps unter August von Werder gegen die Vogesenarmee unter Giuseppe Garibaldi. Erfolglos belagerte er die mit 3.000 Soldaten besetzte Zitadelle von Langres. Im Januar 1871 wurde er von hier abgezogen, um von Werder gegen die Armée de l’Est unter Charles Denis Sauter Bourbaki zu unterstützen. Er nahm am Gefecht bei Villersexel und an der dreitägigen Schlacht an der Lisaine teil. Nach dieser Schlacht folgte die sehr erfolgreiche Verfolgung der Truppen von Bourbaki, die mit dem Übergang und der Internierung von 87.000 Mann in die neutrale Schweiz endete. Zur vorgesehenen erneute Belagerung von Langres kam es auf Grund des Waffenstillstandes nicht mehr.
Nach der Deutschen Reichsgründung wurde Goltz im Mai 1871 zum Inspekteur der Jäger und Schützen ernannt sowie mit der Führung des Reitenden Feldjägerkorps beauftragt. Von diesen Aufgaben entband man Goltz am 11. April 1873 und beauftragte ihn anschließend mit der Führung der 1. Division in Königsberg. Nach seiner Beförderung zum Generalleutnant am 2. September 1873 folgte am 25. November 1873 die Ernennung zum Divisionskommandeur. Im Dezember 1877 übernahm er das Kommando über die 13. Division in Münster, zu der auch sein Regiment von 1866 und die Brigade von 1870/71 gehörten. Am 13. März 1880 wurde Goltz unter Verleihung des Charakters als General der Infanterie mit Pension zur Disposition gestellt.
Am 12. September 1889 anlässlich der Kaiserparade des VII. Armee-Korps auf der Mindener Heide wurde er durch aller höchste Kabinettsorder (AKO) à la suite des Infanterie-Regiments „Prinz Friedrich der Niederlande“ (2. Westfälisches) Nr. 15 gestellt.

### Politik
Goltz vertrat ab Februar 1867 den Wahlkreis Minden–Lübbecke im Reichstag und im Zollparlament. Bei seiner Ernennung zum Generalmajor 1869 musste er diese Mandate niederlegen, wurde aber in einer Ersatzwahl am 9. September 1868 wiedergewählt und gehörte der Konservativen Partei an. Er gehörte dem Reichstag bis 1871 an. Er starb mit 80 Jahren.

### Familie
Er heiratete am 31. Dezember 1849 in Berlin Helene Freiin von Troschke (1826–1906), eine Tochter des Generalleutnants Ernst Maximilian von Troschke. Aus der Ehe gingen mehrere Kinder hervor:
- Hedwig (* 1850)
- Georg (1852–1930), preußischer General der Infanterie ⚭ Agnes Susanne von Hirsch (1855–1891)
- Maria Magdalena (* 1855)
- Hans Joachim Rüdiger (* 1856)
- Marie Elisabeth (1859–1883) ⚭ Paulus Andreas Diomed Carl Georg von Schellersheim (* 1855)